# Potencial absolut d'elèctrode
En electroquímica, el  potencial absolut d'elèctrode, d'acord amb una definició de la IUPAC, és el potencial d'elèctrode d'un metall mesurat respecte a un sistema de referència universal (sense cap tipus d'interfície addicional metall-dissolució).

## Definició
D'acord amb una definició més específica presentada per Trasatti, el potencial d'elèctrode absolut és la diferència d'energia electrònica entre un punt dins del metall (nivell de Fermi) d'un elèctrode i un punt fora de l'electròlit en el qual està submergit l'elèctrode (un electró en repòs en el buit).
Aquest potencial és difícil de determinar amb precisió. Per aquesta raó, s'utilitza normalment com a potencial de referència l'elèctrode normal d'hidrogen (o SHE). El potencial absolut del SHE és 4,44 ± 0,02 V a 25 °C. Per tant, per a qualsevol elèctrode a 25 °C:
{\displaystyle E_{(abs)}^{M}=E_{(SHE)}^{M}+(4.44\pm 0.02)~V}
on:
E és el potencial de l'elèctrode, V
M indica l'elèctrode fet de metall M
(abs) indica el potencial absolut
(SHE) indica el potencial d'elèctrode en relació l'elèctrode normal d'hidrogen.